# Иштванффи, Миклош
Миклош И́штванффи (венг. Istvánffy Miklós, нем. Nikolaus Istvánfy; 1535—1615) — венгерский историк и государственный деятель.
Был вице-палатином Венгрии. К концу государственной деятельности Истванффи начал писать историю своего времени, отличающуюся беспристрастием, верной передачей фактов и классической чистотой стиля. Это сочинение («Historiarum de rebus Hungaricis libri XXXIV ab anno 1490 ad annum 1605») было издано кардиналом Пацмани через семь лет после смерти автора.